# جيمس تاكر (لاعب اتحاد الرغبي)
جيمس تاكر (بالإنجليزية: James Tucker)‏ هو لاعب اتحاد الرغبي نيوزيلندي، ولد في 5 أغسطس 1994 في كرايستشرش في نيوزيلندا.

## وصلات خارجية
- جيمس تاكر على موقع ItsRugby.co.uk (الإنجليزية)